# Comnord
Comnord București este o companie de construcții din România, specializată în construcții de clădiri și lucrări de geniu civil.
A fost înființată în 1996, pe baza unei foste societăți de stat.
Acționarul majoritar al Comnord este Sorin Creteanu, cu o participație de 54,22%, în timp ce Naveco Ltd, înregistrată în Cipru deține 31,36% din acțiuni.
Titlurile Comnord se tranzacționează la categoria de bază a pieței Rasdaq, sub simbolul COSC.
În 2007, Comnord era una dintre cele mai mari companii listate pe piața RASDAQ, cu o capitalizare de peste 160 milioane euro, ajungând la 19,6 milioane euro în mai 2009.
Comnord controlează 99,1% din Girueta SA, 50% din Băneasa Rezidențial SRL, 33,99% din Lafarge Comnord, 5% din Lafarge Betoane SRL, 10% din Piata Bucur Obor și 0,6% din Imopost Development SA.
De asemenea Comnord deține și compania Procema.
Număr de angajați:
- 2008: 146[4]
- 2007: 218[4]

Cifra de afaceri:
- 2008: 233,8 milioane lei (63,7 milioane euro)[4]
- 2007: 295 milioane lei[6]
- 2006: 224 milioane lei[6]
- 2005: 39 milioane euro[7]

Venit net:
- 2007: 21,9 milioane lei[1]
- 2006: 18,9 milioane lei[1]
- 2005: 2,6 milioane euro[7]